# Mercer Island (Washington)
Mercer Island es una ciudad ubicada en el condado de King en el estado estadounidense de Washington. En el año 2000 tenía una población de 22.036 habitantes y una densidad poblacional de 1.336,8 personas por km².

## Geografía
Mercer Island se encuentra ubicada en las coordenadas 47°34′9″N 122°13′56″O / 47.56917, -122.23222.

## Demografía
Según la Oficina del Censo en 2000 los ingresos medios por hogar en la localidad eran de $151.904, y los ingresos medios por familia eran $190.830. La renta per cápita para la localidad era de $123.799. Alrededor del 0,2% de la población estaban por debajo del umbral de pobreza.